# Rede Mirante
Rede Mirante é uma rede de televisão estadual brasileira afiliada à TV Globo no Maranhão, com sede na região metropolitana de São Luís. Pertence ao Grupo Mirante, conglomerado de mídia pertencente a Fernando Sarney, juntamente com as rádios Mirante e Mirante FM e o jornal O Estado do Maranhão.

## História

### SBT (1987-1990)
A TV Mirante de São Luís inicia suas transmissões através no canal 10 em 15 de março de 1987, como afiliada ao Sistema Brasileiro de Televisão (SBT).

### TV Globo (Desde 1991)
Em 2010, pouco antes de deixar o governo em 31 de março para se candidatar ao governo de Minas Gerais, o então ministro das Comunicações, Hélio Costa (PMDB-MG) deu as outorgas de autorizações para que a TV Mirante possa ser retransmitida integralmente por emissoras de Santa Luzia do Tide e Pinheiro para José Sarney, que é amigo pessoal. A Mirante tem o filho mais velho de Sarney, Fernando, como superintendente. Outros dois filhos do senador - a atual ocupante do governo maranhense Roseana Sarney (PMDB) e o deputado federal Sarney Filho (PV), o "Zequinha", são sócios da TV. As portarias com as autorizações foram publicadas no Diário Oficial da União (DOU) de 26 de março (Santa Luzia) e 5 de abril (Pinheiro), conforme informa o site do Ministério das Comunicações. Não foi mencionado o nome da emissora que será a repetidora da Mirante em Santa Luzia (a 294 quilômetros de São Luís). Em Pinheiro (Baixada Maranhense), cidade natal de José Sarney, a programação da Mirante será retransmitida pela Radio e TV Princesa da Baixada. Na prática, as concessões ampliam o império de comunicações da Família Sarney para usar eleitoralmente.
Em 30 de setembro de 2016, um ano após encerrar a produção local de programas, a TV Mirante Açailândia também fechou o seu departamento comercial, sendo oficialmente extinta e tornando-se uma sucursal da TV Mirante Imperatriz. Em 10 de novembro de 2017, devido a medidas de contenção de gastos do Grupo Mirante, foi encerrada a produção do JMTV 2ª edição e do Mirante Notícia em Balsas e Caxias, que passaram a repetir a programação produzida em São Luís, com exceção dos intervalos comerciais. Com isso, apenas as emissoras de São Luís e Imperatriz passaram a produzir programação local. Ao mesmo tempo, também foi extinta a emissora de Santa Inês, que tornou-se sucursal de Caxias.